# Сухарная бухта
Сухарная бухта — одна из бухт Севастополя, расположенная к востоку от бухты Голландия, продолжение одноимённой балки (оврага).
Своё название получила в 1820-х годах, когда в балке на берегу была перестроена большая хлебопекарня с сушилками для производства сухарей для нужд флота. После существенного сокращения численности российского флота в Крыму, в результате Крымской войны, большое количество сухарей уже было не нужно, поэтому хлебопекарня закрылась.
Во время Великой Отечественной войны в Сухарной балке был расположен артиллерийский арсенал Черноморского флота. После аннексии Крыма в бухте находятся причалы для погрузки вооружения кораблей Черноморского флота России.